# Żuchowice
Żuchowice – wieś w Polsce, położona w województwie łódzkim, w powiecie piotrkowskim, w gminie Gorzkowice.
W latach 1975–1998 wieś administracyjnie należała do województwa piotrkowskiego.
| SIMC    | Nazwa             | Rodzaj    |
| ------- | ----------------- | --------- |
| 0540239 | Kolonia Żuchowice | część wsi |

## Zabytki
Według rejestru zabytków Narodowego Instytutu Dziedzictwa na listę zabytków wpisany jest obiekt:
- park dworski, pocz. XIX w., nr rej.: 330 z 31.08.1983